# Вояджер-2
«Вояджер-2» (англ. Voyager 2, «мандрівник») — активний автоматичний космічний апарат, розроблений в Лабораторії реактивного руху в місті Пасадена, штат Каліфорнія (США), і запущений НАСА 20 серпня 1977 року в рамках програми «Вояджер» для досліджень зовнішніх планет Сонячної системи і міжзоряного середовища за межами геліосфери Сонця. У рамках програми «Вояджер» він був запущений на 16 днів раніше за свого близнюка «Вояджер-1» траєкторією, яка вимагала більше часу для досягнення Юпітера й Сатурна, але давала змогу надалі пролетіти повз Уран і Нептун завдяки гравітаційним маневрам під час прольотів біля Юпітера (1979), Сатурна (1981) й Урана (1986). «Вояджер-2» залишається єдиним космічним апаратом, який відвідав обидва крижані гіганти, і був третім із п'яти космічних апаратів, які досягли другої космічної швидкості відносно Сонця, що дало їм змогу покинути Сонячну систему.
«Вояджер-2» успішно виконав свою основну місію: він відвідав системи Юпітера (1979), Сатурна (1981), Урана (1986) й Нептуна (1989). Нині космічний апарат виконує свою розширену місію з вивчення міжзоряного середовища. Станом на січень 2024 року він перебуває на відстані 136 а. о. (20,3 млрд км) від Землі.
Космічний апарат увійшов у міжзоряне середовище 5 листопада 2018 року на відстані 119,7 а. о. (17,9 млрд км) від Сонця, рухаючись зі швидкістю 15,341 км/с відносно Сонця. «Вояджер-2» покинув геліосферу і нині рухається через міжзоряне середовище (область космічного простору поза межами впливу Сонячної системи), приєднавшись до «Вояджера-1», який досяг міжзоряного середовища у 2012 році. «Вояджер-2» почав проводити перші прямі вимірювання густини й температури міжзоряної плазми.
«Вояджер-2» підтримує зв'язок із Землею через Мережу далекого космічного зв'язку НАСА. За зв'язок відповідає антена DSS 43 Комплексу далекого космічного зв'язку в Канберрі, розташована поблизу Канберри.

## Історія

### Передумови
Вже на початку космічної ери було зрозуміло: наприкінці 1970-х років зовнішні планети розташуються так, що за рахунок нової на той час техніки гравітаційних маневрів стане можливим послідовний проліт повз Юпітер, Сатурн, Уран і Нептун. З огляду на це НАСА розпочало роботу над програмою Grand Tour («Велика подорож»), яка згодом перетворилася на масштабний проєкт за участю двох команд, по два космічні зонди в кожній, одна з яких працювала над відправленням зондів до Юпітера, Сатурна й Плутона, а друга — Юпітера, Урана й Нептуна. Космічний корабель мав бути спроєктований із системами підвищеної надійності, які забезпечили б його функціонування впродовж усього польоту. До 1972 року місію скоротили й замінили двома космічними апаратами, які були нащадками програми «Марінер» — зондами Mariner Jupiter-Saturn. Щоб утримати витрати на програму на низькому рівні, місія передбачала прольоти лише повз Юпітер і Сатурн, але можливість організації «Великої подорожі» ще зберігалася. У міру розвитку програми її назву змінили на «Вояджер».
Основною метою «Вояджера-1» було дослідження Юпітера, Сатурна та його супутника Титана. «Вояджер-2» теж мав дослідити Юпітер і Сатурн, але його траєкторія допускала можливість продовження до Урана й Нептуна, або його можна було перенаправити до Титана як дублера «Вояджера-1». Оскільки «Вояджер-1» завершив свою місію успішно, «Вояджеру-2» була призначена нова, продовжена місія — досліджувати Уран і Нептун.

### Конструкція космічного апарата
«Вояджер-2» був сконструйований Лабораторією реактивного руху (JPL) і мав 16 гідразинових двигунів, систему стабілізації за трьома осями, гіроскопи та інструменти орієнтації за небесними орієнтирами (датчик Сонця/датчик Канопуса), які забезпечували наведення антени на Землю. Разом ці прилади, а також резервні блоки більшості приладів та вісім резервних двигунів входять до складу підсистеми керування орієнтацією та артикуляцією (AACS). Крім того, космічний апарат містить 11 наукових приладів, призначених для дослідження небесних об'єктів під час своєї космічної подорожі.

#### Системи зв'язку
«Вояджер-2» створювався з розрахунком на можливу міжзоряну подорож і тому був оснащений великою направленою параболічною антеною діаметром 3,7 м для передавання даних на Землю через Мережу далекого космічного зв'язку НАСА. Зв'язок здійснюється в S-діапазоні (довжина хвилі бл. 13 см) та X-діапазоні (довжина хвилі бл. 3,6 см). Швидкість передавання даних становила до 115,2 кбіт/с на відстані орбіти Юпітера, а потім зі збільшенням відстані поступово зменшувалася за законом обернених квадратів. Коли космічний апарат через своє невдале розташування відносно Землі не може зв'язатися з нею, цифровий стрічковий самописець (DTR) може записати близько 64 мегабайт даних для передання в інший час.

#### Системи живлення
«Вояджер-2» оснащений трьома багатосотватними радіоізотопними термоелектричними генераторами (MHW RTG). Кожний РТГ складається з 24 пресованих сфер з оксиду плутонію. Під час запуску кожний РТГ виробляв достатньо тепла для генерації приблизно 157 Вт електричної енергії. Разом усі РТГ забезпечували космічний апарат 470 Вт енергії під час запуску; із часом ця величина зменшуватиметься (кожні 87,7 року вдвічі). Прогнозувалося, що РТГ дадуть змогу продовжувати роботу щонайменше до 2020 року, а забезпечувати енергією п'ять наукових інструментів зможуть до початку 2023 року. У квітні 2023 року Лабораторія реактивного руху почала використовувати резервуар резервного живлення, призначений для бортового механізму безпеки. З огляду на це очікується, що всі п'ять інструментів продовжать роботу до 2026 року.

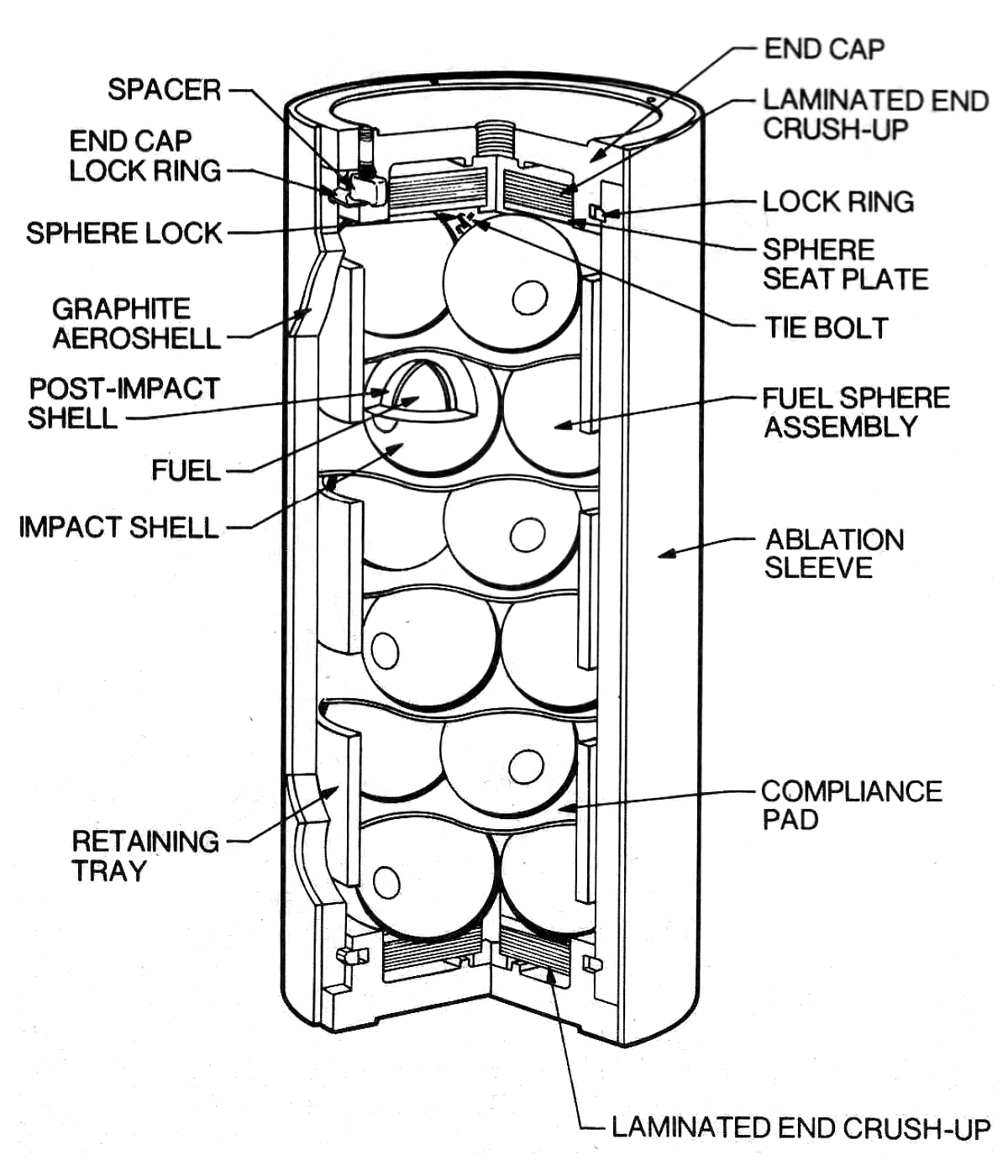
Внутрішнє джерело тепла РТГ
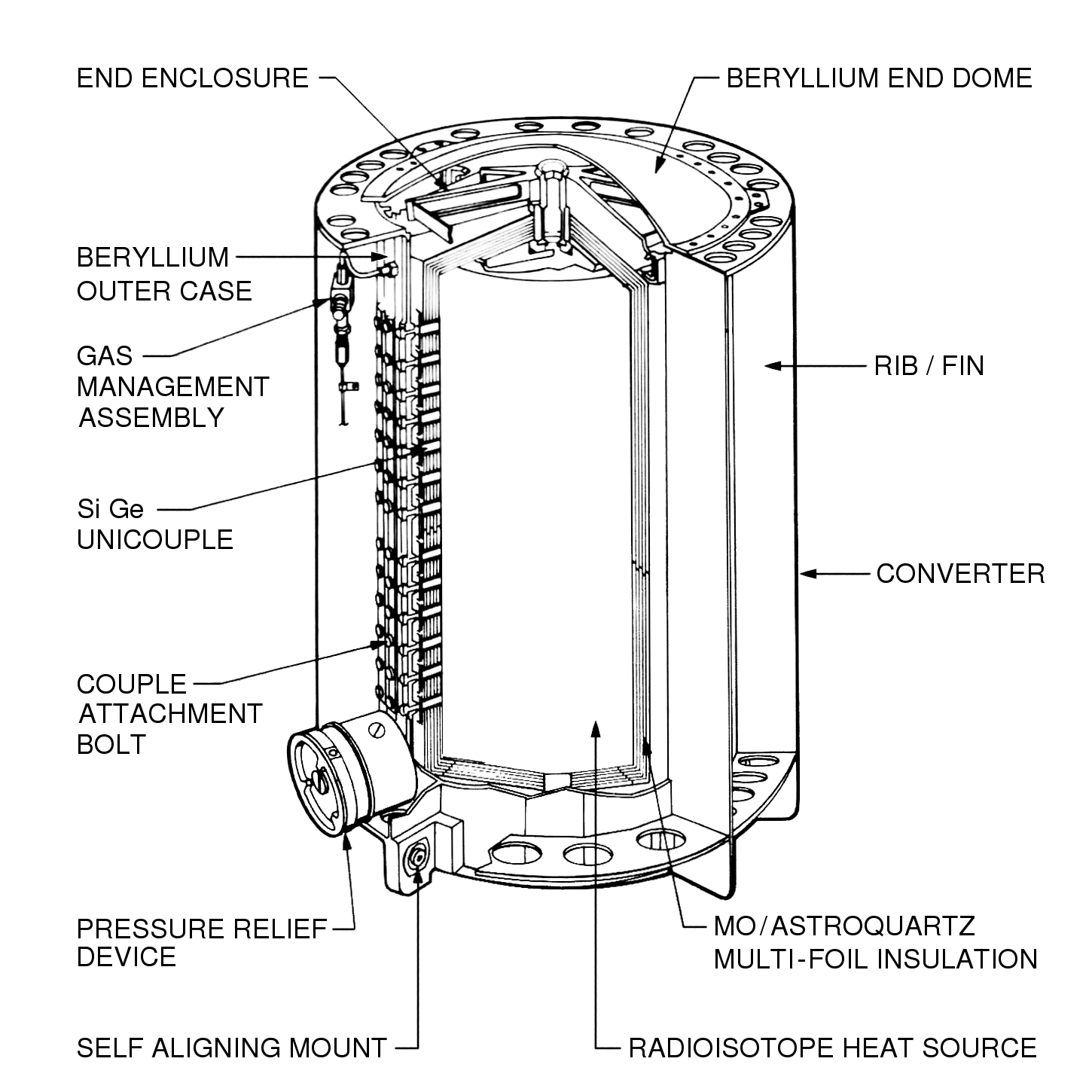
Зібраний РТГ
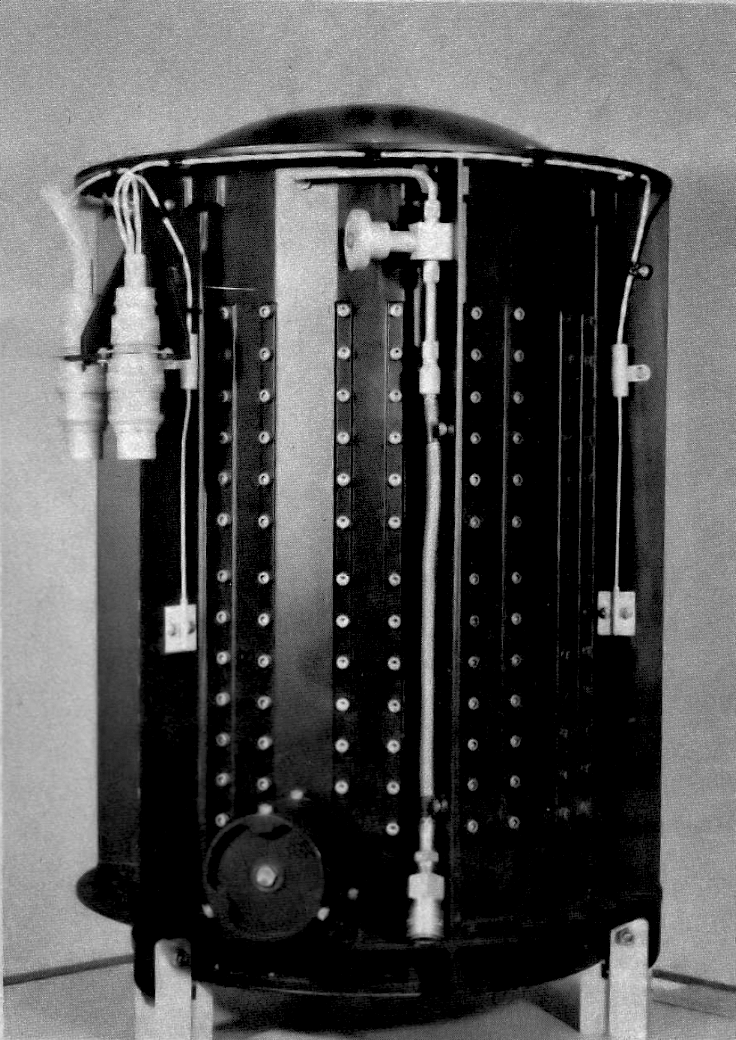
Блок РТГ

#### Керування орієнтацією та рушійний модуль
Оскільки для виведення на траєкторію до Юпітера космічного апарата з корисним навантаженням 825 кг необхідний досить великий запас енергії, він був обладнаний рушійним модулем, який складався з твердопаливного двигуна масою 1123 кг і восьми гідразинових однокомпонентних ракетних двигунів, чотири з яких забезпечували керування за тангажем і рисканням, а чотири — за креном. Рушійний модуль був скинутий невдовзі після його успішного увімкнення під час прольоту повз Юпітер.
Шістнадцять гідразинових маршових двигунів MR-103 на основному модулі місії забезпечують керування положенням. Чотири з них використовуються для виконання маневрів корекції траєкторії; інші — у двох резервних гілках по шість двигунів — для стабілізації космічного апарата за трьома осями. У будь-який момент часу потрібна лише одна гілка двигунів управління орієнтацією.
Живлення двигунів здійснюється з одного сферичного титанового бака діаметром 70 см. Під час запуску він містив 100 кг гідразину; цього запасу палива має вистачити до 2034 року.

#### Наукові інструменти
Imaging Science System (ISS) — наукова система візуалізації (відключена). Використовувалася двокамерна вузько- і ширококутова система для отримання зображень зовнішніх планет та інших об'єктів вздовж траєкторії польоту.
- Головний дослідник: Бредфорд Сміт / Університет Аризони[25].
- Дані: каталоги даних PDS/PDI[26], PDS/PRN[27].

Radio Science System (RSS) — радіотехнічна наукова система (відключена). Використовувала телекомунікаційну систему космічного апарата «Вояджер» для визначення фізичних властивостей планет і супутників (іоносфери, атмосфери, маси, гравітаційні поля, густини), а також кількості й розподілу за розмірами матеріалу в кільцях Сатурна і розмірів кілець.
- Головний дослідник: G. Tyler[28] / Стенфордський університет, огляд PDS/PRN[29].
- Дані: каталоги даних PDS/PPI[30], PDS/PRN[31] (VG_2803[32]), архів даних про Сатурн NSSDC[33].

Infrared Interferometer Spectrometer (IRIS) — інфрачервоний інтерферометр-спектрометр (відключений). Досліджував глобальний і локальний енергетичний баланс та склад атмосфери. Отримував вертикальні температурні профілі планет і супутників, а також склад, теплові властивості та розмір частинок у кільцях Сатурна.
- Головний дослідник: Rudolf Hanel / Центр космічних польотів імені Ґоддарда (PDS/PRN)[35].
- Дані: каталог даних PDS/PRN[36], розширений каталог даних PDS/PRN[37] (VGIRIS_0001[38], VGIRIS_002[39]).

Ultraviolet Spectrometer (UVS) — ультрафіолетовий спектрометр (відключений). Був призначений для вимірювання характеристик атмосфери, а також для вимірювання радіації.
- Головний дослідник: A. Broadfoot / Університет Південної Каліфорнії (PDS/PRN)[41].
- Дані: каталог даних PDS/PRN[42].

Triaxial Fluxgate Magnetometer (MAG) — тривісний індукційний магнітометр (працює). Призначений для дослідження магнітних полів Юпітера і Сатурна, взаємодії сонячного вітру з їхніми магнітосферами, а також міжпланетного магнітного поля до межі сонячного вітру з міжзоряним магнітним полем і далі, коли вона буде перетнута.
- Головний дослідник: Норман Несс[en] / Центр космічних польотів імені Ґоддарда[44].
- Дані: каталог даних PDS/PPI[45], архів даних NSSDC[46]

Plasma Spectrometer (PLS) — плазмовий спектрометр (працює). Досліджує макроскопічні властивості іонів плазми та вимірює електрони в діапазоні енергій від 5 еВ до 1 кеВ.
- Головний дослідник: Джон Річардсон (John Richardson) / Массачусетський технологічний інститут[48].
- Дані: каталог даних PDS/PPI[49], архів даних NSSDC[50].

Low Energy Charged Particle Instrument (LECP) — інструмент для вимірювання енергії низькоенергетичних заряджених частинок (працює). Вимірює різницю потоків енергії та кутові розподілів іонів, електронів і різницю енергетичного складу іонів.
- Головний дослідник: Стаматіос Кріміджіс / Лабораторія прикладної фізики[en] (APL) Університету Джонса Гопкінса / Університет Меріленду (JHU/APL[52] / UMD[53] / KU[54]).
- Дані: графіки даних UMD[55], каталог даних PDS/PPI[56], архів даних NSSDC[57].

Cosmic Ray System (CRS) — система вимірювання космічних променів (працює). Визначає походження та процес прискорення, розвиток і динамічний внесок міжзоряних космічних променів, нуклеосинтез елементів у джерелах космічних променів, поведінку космічних променів у міжпланетному середовищі та планетарні пояси енергетичних частинок.
- Головний дослідник: Едвард Стоун / Каліфорнійський технологічний інститут / Центр космічних польотів імені Ґоддарда[59].
- Дані: каталог даних PDS/PPI[60], архів даних NSSDC[61].

Planetary Radio Astronomy Investigation (PRA) — інструмент для планетарних радіоастрономічних досліджень (відключений). Використовував широкосмуговий радіоприймач для дослідження радіовипромінювання Юпітера та Сатурна.
- Головний дослідник: Джеймс Ворвік (James Warwick)[63] / Університет Колорадо.
- Дані: каталог даних PDS/PPI[64].

Photopolarimeter System (PPS) — фотополяриметр (відключений). Використовував телескоп із поляризатором для збору інформації про текстуру і склад поверхні Юпітера й Сатурна, а також інформацію про властивості і щільність розсіювання в їхніх атмосферах.
- Головний дослідник: Артур Лейн (Arthur Lane)[66] / Лабораторія реактивного руху (JPL) (PDS/PRN)[67].
- Дані: каталог даних PDS/PRN[68].

Plasma Wave Subsystem (PWS) — плазмово-хвильова підсистема (працює). Забезпечує неперервні, незалежні від оболонки вимірювання профілів електронної густини на Юпітері та Сатурні, а також базову інформацію про локальну взаємодію хвиля — частинка, корисну для вивчення магнітосфер.
- Головний дослідник: Дональд Гернетт[en] / Університет Айови[70].
- Дані: каталог даних PDS/PPI[71].

| Схема космічного корабля «Вояджер»  |
| Схема космічного корабля «Вояджер». |

| «Вояджер» під час транспортування до сонячної теплової випробувальної камери. |
| «Вояджер» під час транспортування до сонячної теплової випробувальної камери. |

|                                                                 |
| «Вояджер-2» очікує на завантаження в ракету Titan IIIE/Centaur. |

## Траєкторія польоту «Вояджера-2»
Зонд «Вояджер-2» був запущений НАСА 20 серпня 1977 року з Космічного стартового комплексу 41 на мисі Канаверал, штат Флорида, на борту ракети-носія «Титан-3E/Centaur». Через два тижні, 5 вересня 1977 року, був запущений зонд-близнюк «Вояджер-1». Однак «Вояджер-1» досягнув Юпітера й Сатурна швидше, оскільки «Вояджер-2» був запущений довшою, більш круговою траєкторією.
| Зображення траєкторії польоту | Зображення траєкторії польоту                                           |
| --- | ----------------------------------------------------------------------- |
| Вигляд траєкторії польоту «Вояджера-2» з Землі: до 1989 року він летів поблизу площини екліптики, потім, змінивши напрямок біля Нептуна, прямує на південь у бік сузір'я Павича. |                                                                         |
| Вигляд траєкторії на тлі Сонячної системи. | Вигляд траєкторії збоку. Сірим кольором показано відстань до екліптики. |

Початкова орбіта «Вояджера-1» мала афелій 8,9 а. о. (1,33 млрд км), що трохи менше за відстань до орбіти Сатурна 9,5 а. о. (1,42 млрд км). Початкова орбіта «Вояджера-2» мала афелій 6,2 а. о. (930 млн км), що значно менше за відстань до орбіти Сатурна.
У квітні 1978 року виникло ускладнення: на «Вояджер-2» протягом певного часу не надходили команди, що змусило космічний корабель перемкнутися з основного радіоприймача на резервний. Через деякий час основний приймач взагалі вийшов з ладу. Резервний приймач функціонував, але через несправний конденсатор у приймачі він міг приймати лише ті передачі, які були надіслані на точній частоті, на яку впливало, серед іншого, обертання Землі (через ефект Доплера) і температура бортового приймача. Для кожної наступної передачі на «Вояджер-2» інженерам необхідно було розраховувати конкретну частоту для сигналу, щоб той міг його прийняти.

## Хронологія польоту

Траєкторія зонда

### Від Землі до Юпітера
20 серпня 1977 року, 14:29:00 UTC: запуск «Вояджера-2».
10 грудня 1977 року: «Вояджер-2» увійшов у пояс астероїдів.
19 грудня 1977 року: «Вояджер-1» наздогнав «Вояджер-2», який був запущений на 16 днів раніше.
Червень 1978 року: вийшов з ладу первинний радіоприймач. Решту місії використовувався резервний радіоприймач.
21 жовтня 1978 року: «Вояджер-2» вийшов з поясу астероїдів.

### Дослідження системи Юпітера
25 квітня 1979 року: початок фази дослідження системи Юпітера.
- 8 липня 1979 року: вхід у систему Юпітера.
- 8 липня 1979 року, 12:21: проліт повз Каллісто на відстані 214 930 км.
- 9 липня 1979 року, 07:14: проліт повз Ганімед на відстані 62 130 км.
- 9 липня 1979 року, 17:53: проліт повз Європу на відстані 205 720 км.
- 9 липня 1979 року, 20:01: проліт повз Амальтею на відстані 558 370 км.
- 9 липня 1979 року, 22:29: максимальне зближення з Юпітером на відстані 721 670 км від барицентра.
- 9 липня 1979 року, 23:17: проліт повз Іо на відстані 1 129 900 км.

5 серпня 1979 року: кінець фази дослідження системи Юпітера.

### Дослідження системи Сатурна
5 червня 1981 року: початок фази спостереження системи Сатурна.
- 22 серпня 1981 року: вхід у систему Сатурна.
- 22 серпня 1981 року, 01:26:57: проліт повз Япет на відстані 908 680 км.
- 25 серпня 1981 року, 01:25:26: проліт повз Гіперіон на відстані 431 370 км.
- 25 серпня 1981 року, 09:37:46: проліт повз Титан на відстані 666 190 км.
- 25 серпня 1981 року, 22:57:33: проліт повз Гелену на відстані 314 090 км.
- 26 серпня 1981 року, 01:04:32: проліт повз Діону на відстані 502 310 км.
- 26 серпня 1981 року, 02:22:17: проліт повз Каліпсо на відстані 151 590 км.
- 26 серпня 1981 року, 02:24:26: проліт повз Мімас на відстані 309 930 км.
- 26 серпня 1981 року, 03:19:18: проліт повз Пандору на відстані 107 000 км.
- 26 серпня 1981 року, 03:24:05: максимальне зближення із Сатурном на відстані 161 000 км від барицентра.
- 26 серпня 1981 року, 03:33:02: проліт повз Атлас 287 000 км.
- 26 серпня 1981 року, 03:45:16: проліт повз Енцелад на відстані 87 010 км.
- 26 серпня 1981 року, 03:50:04: проліт повз Янус на відстані 223 000 км.
- 26 серпня 1981 року, 04:05:56: проліт повз Епіметей на відстані 147 000 км.
- 26 серпня 1981 року, 06:02:47: проліт повз Телесто на відстані 270 000 км.
- 26 серпня 1981 року, 06:12:30: проліт повз Тефію на відстані 93 010 км.
- 26 серпня 1981 року, 06:28:48: проліт повз Рею на відстані 645 260 км.
- 4 вересня 1981 року, 01:22:34: проліт повз Фебу на відстані 2 075 640 км.

25 вересня 1981 року: кінець фази дослідження системи Сатурна.

### Дослідження системи Урана
4 листопада 1985 року: початок фази дослідження системи Урана.
- 24 січня 1986 року: вхід у систему Урана.
- 24 січня 1986 року, 16:50: проліт повз Міранду на відстані 29 000 км.
- 24 січня 1986 року, 17:25: проліт повз Арієль на відстані 127 000 км.
- 24 січня 1986 року, 17:25: проліт повз Умбрієль на відстані 325 000 км.
- 24 січня 1986 року, 17:25: проліт повз Титанію на відстані 365 200 км.
- 24 січня 1986 року, 17:25: проліт повз Оберон на відстані 470 600 км.
- 24 січня 1986 року, 17:59:47: максимальне зближення з Ураном на відстані 107 000 км від барицентра.

25 лютого 1986 року: кінець фази дослідження системи Урана.
20 серпня 1987 року, 14:29:00 UTC: 10 років неперервного польоту й функціонування.

### Дослідження системи Нептуна
5 червня 1989 року: початок фази дослідження системи Нептуна.
- 25 серпня 1989 року: вхід у систему Нептуна.
- 25 серпня 1989 року, 03:56:36 максимальне зближення з Нептуном на відстані 4950 км.
- 25 серпня 1989 року, 04:41: проліт повз Галатею на відстані 18 360 км.
- 25 серпня 1989 року, 04:51: проліт повз Ларису на відстані 60 180 км.
- 25 серпня 1989 року, 05:29: проліт повз Протей на відстані 97 860 км.
- 25 серпня 1989 року, 09:23: проліт повз Тритон на відстані 39 800 км.

2 жовтня 1989 року: кінець фази дослідження системи Нептуна і початок міжзоряної місії «Вояджера-2».

### Міжзоряний політ
1992 рік: спостереження наднової V1974 Лебедя у далекому ультрафіолеті.
Липень 1994 року: спроба спостерігати зіткнення фрагментів комети Шумейкерів — Леві 9 з Юпітером.
20 серпня 1997 року, 14:29:00 UTC: 20 років неперервного польоту й функціонування.
13 листопада 1998 року: припинення роботи сканувальної платформи та УФ-спостережень.
29 листопада 2006 року: помилкове увімкнення обігрівачів магнітометра.
20 серпня 2007 року, 14:29:00 UTC: 30 років неперервного польоту й функціонування.
30 серпня 2007 року: «Вояджер-2» пройшов межу ударної хвилі.
6 вересня 2007 року: припинення роботи цифрового стрічкового самописця (DTR).
22 лютого 2008 року: припинення експериментів з планетарної радіоастрономії.
22 квітня — 23 травня 2010 року: проблема із неправильним бітом.
7 листопада 2011 року: перехід на резервні двигуни для заощадження енергії.
7 листопада 2012 року: «Вояджер-2» віддалився від Сонця на відстань 100 а. о. (15 млрд км).
20 серпня 2017 року, 14:29:00 UTC: 40 років неперервного польоту й функціонування.
5 листопада 2018 року: «Вояджер-2» вийшов у міжзоряний простір.
2 листопада 2019 року НАСА повідомило, що «Вояджер-2» перетнув межу геліопаузи і передав перші дані, які свідчать про це. 4 листопада в журналі Nature Astronomy вийшли п'ять статей, кожна з яких описує результати з одного з п'яти приладів «Вояджера-2» — детектора магнітного поля, двох реєстраторів частинок у різних енергетичних діапазонах і двох приладів для вивчення плазми — газу, що складається з заряджених частинок. Оскільки траєкторію літального апарата було відхилено так, щоб при обльоті Нептуна в серпні 1989 року зонд пролетів й поруч із його супутником Тритоном, він опинився далеко на південь відносно площини орбіти Землі. Тому можливість підтримувати зв'язок із ним залишилась лише у Комплексу далекого космічного зв'язку в Канберрі (Австралія), який обладнаний параболічною антеною діаметром 70 метрів.
Березень 2020 року: на радіотелескопі в Канберрі було розпочато технічну модернізацію, а наприкінці жовтня того ж року фахівцям НАСА  вдалось зв'язатись з апаратом «Вояджер-2». На той час він пролітав на відстані 125 а. о. від Землі, а затримка сигналу сягала 17 годин.
Станом на січень 2022 року апарат перебував у робочому стані та перебував на відстані 130,1 а. о. (19,448 млрд км) від Сонця.
Квітень 2023 року: згідно з повідомленням НАСА, вчені змогли переналаштувати роботу парата так, що він зможе перебувати в робочому стані до 2026 року.
18 липня 2023 року: «Вояджер-2» обігнав «Піонер-10», ставши другим за віддаленістю від Сонця космічним апаратом.
У липні 2023 року зв'язок із зондом «Вояджер-2» було тимчасово втрачено після серії команд, які 21 липня були надіслані до нього із Землі. З'ясувалося, що надіслані команди відхилили антену зонда на 2°, унаслідок чого сигнал від зонда на Землю перестав надходити. Проте в результаті корегування орієнтації «Вояджера-2» зв'язок із ним було відновлено, — про це 1 серпня поінформувало НАСА.
Станом на 1 серпня 2023 року, як повідомило НАСА, апарат перебував на відстані близько 19,98 млрд км від Землі.
20 жовтня 2023 року на борт «Вояджера-2» було передано оновлення програмного забезпечення, яке розробила Лабораторія реактивного руху НАСА. Джерело проблеми було відстежено в системі артикуляції та контролю положення Attitude Articulation and Control System (AACS), яка відповідає за підтримання вирівнювання антени зонда щодо Землі.

### Заходи з метою продовження місії
На початку жовтня 2024 року інженерам НАСА довелося вимкнути ще один з наукових приладів космічного апарата «Вояджер-2» через те, що у джерел живлення зонда зменшилася потужність.
24 березня 2025 року, згідно з повідомленням НАСА, на «Вояджері-2» буде відімкнуто прилад для дослідження низькоенергетичних заряджених частинок. Як повідомляється, обидва «Вояджери» стартували з Землі з 10 науковими приладами на борту, проте станом на початок 2025 року працездатними на них залишилося лише по три прилади. Вжиті заходи з енергозбереження дадуть «Вояджеру-2», який перебуває поза межами Сонячної системи, працювати до 2030-х років, хоча й з обмеженими можливостями.

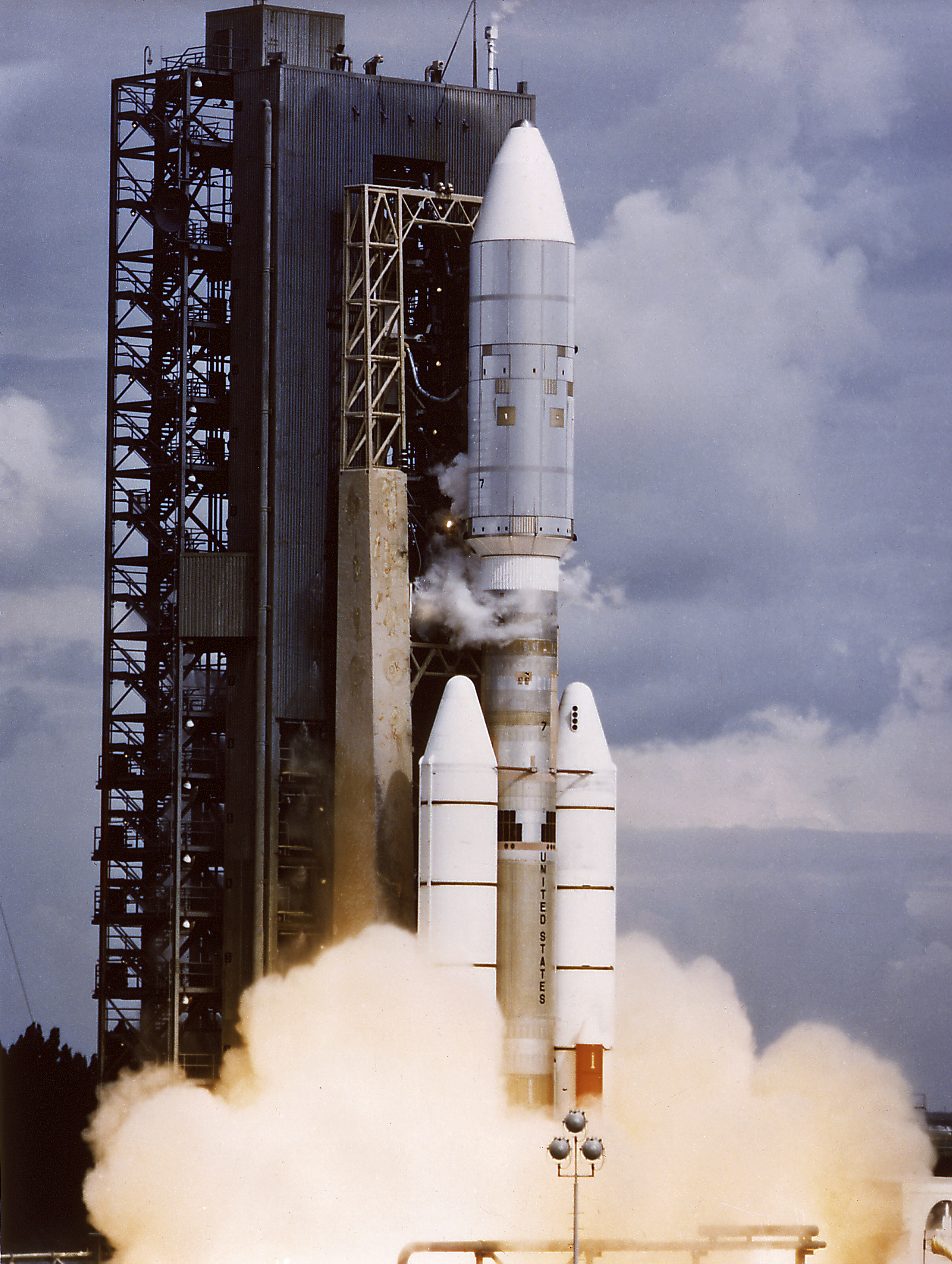
Запуск «Вояджера-2» 20 серпня 1977 року ракетою-носієм Titan IIIE/Centaur.
Анімація траєкторії польоту «Вояджера-2» з 20.08.1977 по 30.12.2000 «Вояджер-2» ·       Земля ·       Юпітер ·       Сатурн ·       Уран ·       Нептун ·       Сонце
Траєкторія основної місії «Вояджера-2».
Графік залежності геліоцентричної швидкості «Вояджера-2» від відстані до Сонця, який ілюструє використання гравітаційної допомоги для прискорення космічного апарата з боку Юпітера, Сатурна та Урана. Для спостереження Тритона «Вояджер-2» пройшов над північним полюсом Нептуна, що призвело до прискорення поза площиною екліптики ізменшення швидкості відносно Сонця[99].

### Подальша доля апарата
- Очікується, що зонд продовжуватиме передавати слабкі радіоповідомлення щонайменше до середини 2020-х років, більш ніж через 48 років після запуску[100].
- 2025—2030 роки — з «Вояджером-2» буде втрачено зв'язок[72].
- 8571 рік — «Вояджер-2» перебуватиме за 4 світлові роки від зорі Барнарда.
- 20319 рік — «Вояджер-2» пройде на відстані 3,5 світлового року від зорі Проксима Центавра.
- «Вояджер-2» не прямує до якоїсь конкретної зорі, але приблизно через 42 000 років він пройде повз зорю Росс 248 на відстані 1,7 світлових років[101][102]. Якщо із зондом нічого не станеться протягом 296 000 років, «Вояджер-2» має пролетіти повз зорю Сіріус на відстані 4,3 світлових років[103].

## Прольоти повз планети-гіганти

### Проліт повз Юпітер
Максимальне зближення «Вояджера-2» з Юпітером відбулося 9 липня 1979 року о 22:29 UT. Він пройшов на відстані 570 000 км від верхніх шарів хмар планети. Було виявлено, що Велика червона пляма Юпітера — це величезний складний шторм, який рухається проти годинникової стрілки. Серед смугастих хмар атмосфери Юпітера було виявлено інші менші бурі та вихори.
«Вояджер-2» надіслав зображення Юпітера, а також його супутників Амальтеї, Іо, Каллісто, Ганімеда та Європи. Під час 10-годинного «спостереження за вулканами» він підтвердив спостереження «Вояджера-1» про активний вулканізм Іо і показав, як змінилася поверхня місяця за чотири місяці з часу попереднього візиту. Разом «Вояджери» спостерігали виверження дев'яти вулканів на Іо, і є докази того, що між двома прольотами «Вояджерів» відбувалися й інші виверження.
На фотографіях супутника Юпітера Європи, зроблених «Вояджером-1» із низькою роздільною здатністю, було знайдено велику кількість лінійних об'єктів, які перетинаються. Спочатку вчені вважали, що це можуть бути глибокі тріщини, спричинені розломами кори або тектонічними процесами. Однак фотографії з високою роздільною здатністю, зроблені «Вояджером-2» з меншої відстані, викликали здивування: на них «не вистачало» топографічних особливостей рельєфу, і один вчений сказав, що вони «неначе намальовані фломастером». Європа є внутрішньо активним тілом за рахунок приливного нагрівання — це приблизно одна десята від рівня нагрівання Іо. Вважається, що Європа має тонку кору (товщиною менше 30 км) водяного льоду, яка, можливо, «плаває» в океані глибиною 50 км.
На орбітах одразу за межами кільця було виявлено два невеликих супутники — Адрастея і Метіда. Між орбітами Амальтеї та Іо був виявлено третій новий супутник — Фебу.
| Велика червона пляма, сфотографована під час прольоту «Вояджера-2» повз Юпітер. |
| Велика червона пляма, сфотографована під час прольоту «Вояджера-2» повз Юпітер. |

| Транзит Іо на фоні Юпітера 9 липня 1979 року. |
| Транзит Іо на фоні Юпітера 9 липня 1979 року. |

| Кілька слабких вивержень вулканів на Іо, сфотографованих «Вояджером-2»     |
| Кілька слабких вулканічних вивержень на Іо, сфотографованих «Вояджером-2». |

| Кольорова мозаїка Європи  |
| Кольорова мозаїка Європи. |

| Кольорова мозаїка Ганімеда  |
| Кольорова мозаїка Ганімеда. |

| Каллісто, сфотографований з відстані 1 млн км. |
| Каллісто, сфотографований з відстані 1 млн км. |

| Одне слабке кільце Юпітера, сфотографоване під час прольоту. |
| Одне слабке кільце Юпітера, сфотографоване під час прольоту. |

| Еруптивна подія, яка відбулася, коли «Вояджер-2» наближався до Юпітера. |
| Атмосферна еруптивна подія на Юпітері.                                  |

### Проліт повз Сатурн
Максимальне наближення «Вояджера-2» до Сатурна відбулося 26 серпня 1981 року о 03:24:05 UT.
Коли «Вояджер-2» проходив позаду Сатурна, якщо дивитися з Землі, радіозв'язок із ним використовувався для дослідження верхніх шарів атмосфери Сатурна: збиралися дані про температуру і тиск. У найвищих шарах атмосфери, де виміряний тиск становить приблизно 70 мбар, «Вояджер-2» зафіксував температуру 82 К (−191,2 °C). Глибше в атмосфері, де тиск становить 1200 мбар, температура зросла до 143 K (−130 °C). «Вояджер-2» також помітив, що північний полюс Сатурна приблизно на 10 °C холодніший при тиску 100 мбар, ніж у середніх широтах, що може бути пов'язано із сезонними змінами.
Після прольоту повз Сатурн у сканувальній платформі «Вояджера-2» сталося заклинювання азимутального приводу. Ця несправність призвела до втрати частини даних і поставила під загрозу подальшу місію космічного апарата. Її причиною була ціла низка проблем, зокрема конструктивні недоліки підшипника вала приводу і системи змащення шестерні, корозія і накопичення сміття. Окрім надмірного використання й вичерпання мастила, проблему ускладнювали й інші фактори, як-от реакції різнорідних металів і відсутність зливних отворів. Щоб усунути цю проблему, інженери на Землі спромоглися надіслати серію команд. Усунути проблему повністю не вдалося, але сканувальна платформа змогла відновити своє функціонування, і «Вояджер-2» продовжив свою місію з дослідження системи Урана.
| «Вояджер-2» наближається до Сатурна. |
| «Вояджер-2» наближається до Сатурна. |

| Північна полярна область Сатурна, видима через помаранчевий та УФ-фільтри. |
| Північна полярна область Сатурна, видима через помаранчевий та УФ-фільтри. |

| Кольоровий знімок Енцелада, на якому видно поверхні різного віку. |
| Кольоровий знімок Енцелада, на якому видно поверхні різного віку. |

| Вкрита кратерами поверхня Тефії з відстані 594 000 км. |
| Вкрита кратерами поверхня Тефії з відстані 594 000 км. |

| Атмосфера Титана з відстані 2,3 млн км. |
| Атмосфера Титана з відстані 2,3 млн км. |

| Титан затемнює Сонце, вигляд з відстані 0,9 млн км. |
| Титан затемнює Сонце, вигляд з відстані 0,9 млн км. |

| Двоколірний Япет, 22.08.1981. |
| Двоколірний Япет, 22.08.1981. |

| «Спицеві» структури, які спостерігаються в кільцях Сатурна. |
| «Спицеві» структури, які спостерігаються в кільцях Сатурна. |

### Проліт повз Уран
Максимальне зближення «Вояджера-2» з Ураном відбулося 24 січня 1986 року: він наблизився до хмар планети на відстань 81 500 км.
«Вояджер-2» відкрив 11 раніше невідомих супутників: Корделію, Офелію, Б'янку, Крессіду, Дездемону, Джульєтту, Порцію, Розалінду, Белінду, Пак і Пердіту. У деяких джерелах зазначається, що «Вояджер-2» відкрив лише 10 супутників Урана — це дійсно так, але більше ніж через десятиліття після того, як були зроблені ці знімки, на них було знайдено ще один супутник — Пердіту.
Крім того, «Вояджер-2» дослідив атмосферу планети і систему уранових кілець. Виміряна ним тривалість доби на Урані становить 17 годин 14 хвилин. Було показано, що Уран має магнітне поле, вісь якого, на відміну від інших планет, відвіданих до цього моменту, не збігається з віссю його обертання, і виявлено спіралевидний магнітний хвіст, який простягається на відстань 10 млн км від Сонця.
У той момент, коли «Вояджер-2» пролітав повз Уран, значну частину особливостей його верхнього хмарного шару приховував серпанок; однак на оброблених зображеннях у фальшивих кольорах із посиленими контрастом видно смуги концентричних хмар навколо його південного полюса. Було виявлено також, що ця область випромінює велику кількість світла в ультрафіолетовому діапазоні, — це явище називається «денне світіння атмосфери» (dayglow). Середня температура атмосфери становить близько 60 К (−213,2 °C). На освітленому і темному полюсах, як і на більшій частині планети, температура на вершинах хмар майже однакова.
На детальних зображеннях, отриманих «Вояджером-2» під час прольоту повз Міранду, один із супутників Урана, видно величезні каньйони, утворені геологічними розломами. За однією з гіпотез, Міранда колись зазнала потужного зіткнення, після чого розпорошений матеріал, з якого вона складалася, зібрався знову під дією власної гравітації.
«Вояджер-2» виявив два раніше невідомих кільця Урана. Вимірювання показали, що кільця Урана відрізняються від кілець Юпітера і Сатурна. Судячи з усього, система кілець Урана відносно молода і сформувалася значно пізніше, ніж сам Уран. Частинки, з яких складаються кільця, імовірно, є рештками супутника, який зазнав потужного зіткнення або був розірваний приливними силами Урана після того, як підійшов до нього надто близько й увійшов у його порожнину Роша.
У березні 2020 року, після повторного аналізу даних, записаних під час прольоту, астрономи НАСА повідомили про виявлення великої атмосферної магнітної бульбашки — так званого плазмоїда, випущеного Ураном у космічний простір.
| Уран, вигляд з «Вояджера-2». |
| Уран, вигляд з «Вояджера-2». |

| Серп Урана, знятий під час віддалення. |
| Серп Урана, знятий під час віддалення. |

| Тріщини на поверхні Міранди. |
| Тріщини на поверхні Міранди. |

| Арієль з відстані 130 000 км. |
| Арієль з відстані 130 000 км. |

| Титанія з відстані 500 000 км. |
| Титанія з відстані 500 000 км. |

| Умбрієль з відстані 550 000 км. |
| Умбрієль з відстані 550 000 км. |

| Оберон з відстані 660 000 км. |
| Оберон з відстані 660 000 км. |

| Фотографія кілець Урана, зроблена «Вояджером-2». |
| Фотографія кілець Урана, зроблена «Вояджером-2». |

### Проліт повз Нептун
У 1987 році «Вояджер-2» здійснив корекцію свого курсу, а 25 серпня 1989 року пролетів повз Нептун на мінімальній відстані. Заздалегідь здійснивши численні комп'ютерні симуляції траєкторій апарата скрізь систему Нептун — Тритон, авіадиспетчери визначили найкращий шлях для її проходження. Оскільки площина орбіти Тритона значно нахилена відносно площини екліптики, завдяки корекціям на середині курсу «Вояджер-2» було скеровано так, щоб він пройшов приблизно за 4950 км над північним полюсом Нептуна. Через п'ять годин після максимального наближення до Нептуна він здійснив близький проліт повз Тритон, більший із двох відомих на той час супутників Нептуна, пройшовши на відстані приблизно 40 000 км від нього.
«Вояджер-2» відкрив раніше невідомі кільця Нептуна, а також підтвердив існування ще шістьох — Деспіни, Галатеї, Лариси, Протея, Наяди і Таласи (повідомлення про Ларису, знайдену за допомогою наземних телескопів, з'явилися ще в 1981 році, але її існування підтвердило зближення з нею «Вояджера-2»). Перебуваючи поблизу Нептуна, «Вояджер-2» виявив «Велику темну пляму», яка, як пізніше виявив космічний телескоп «Габбл», згодом зникла. Пізніше було висунуто гіпотезу, що Велика темна пляма є областю прозорого газу, яка утворювала «вікно» у висотному ярусі метанових хмар Нептуна.
У 2006 році Міжнародний астрономічний союз перекваліфікував Плутон у карликову планету, і через це проліт «Вояджера-2» повз Нептун у 1989 році автоматично став тим моментом, коли кожну відому планету Сонячної системи хоча б один раз відвідав який-небудь космічний апарат.
| Зображення Нептуна, зняте «Вояджером-2». |
| Зображення Нептуна, зняте «Вояджером-2». |

| Нептун і Тритон через три дні після прольоту «Вояджера-2». |
| Нептун і Тритон через три дні після прольоту «Вояджера-2». |

| Деспіна, знята «Вояджером-2». |
| Деспіна, знята «Вояджером-2». |

| Кратеризована поверхня Лариси. |
| Кратеризована поверхня Лариси. |

| Темна поверхня Протея. |
| Темна поверхня Протея. |

| Кольорова мозаїка Тритона, знята «Вояджером-2». |
| Кольорова мозаїка Тритона, знята «Вояджером-2». |

| Перисті хмари Нептуна. |
| Перисті хмари Нептуна. |

| Кільця Нептуна, зняті в затемненні з відстані 280 000 км. |
| Кільця Нептуна, зняті в затемненні з відстані 280 000 км. |

## Політ у міжзоряному просторі

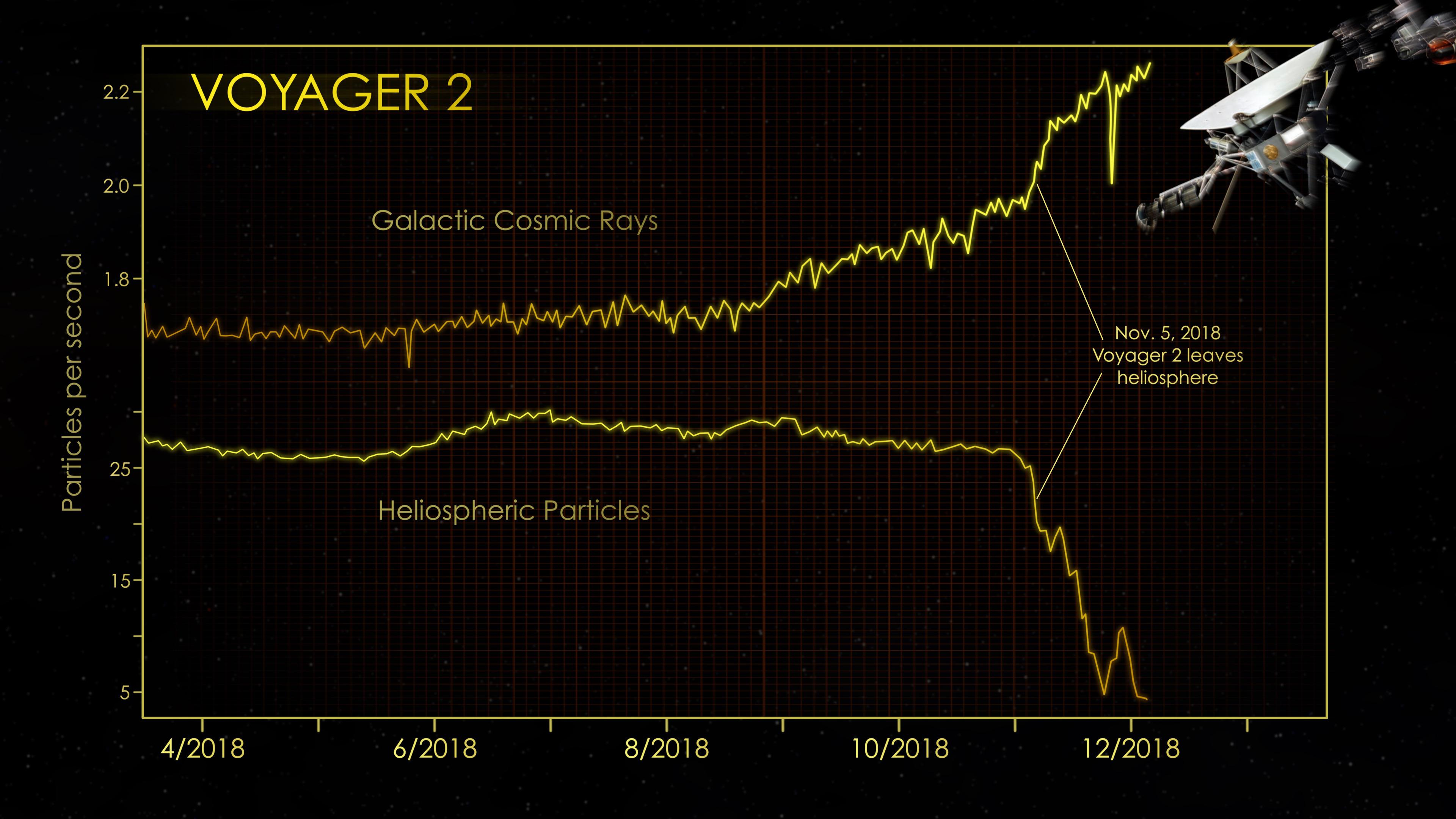
5 листопада 2018 року «Вояджер-2» вийшов за межі геліосфери.

Швидкість і відстань від Сонця «Вояджера-1» і «Вояджера-2».

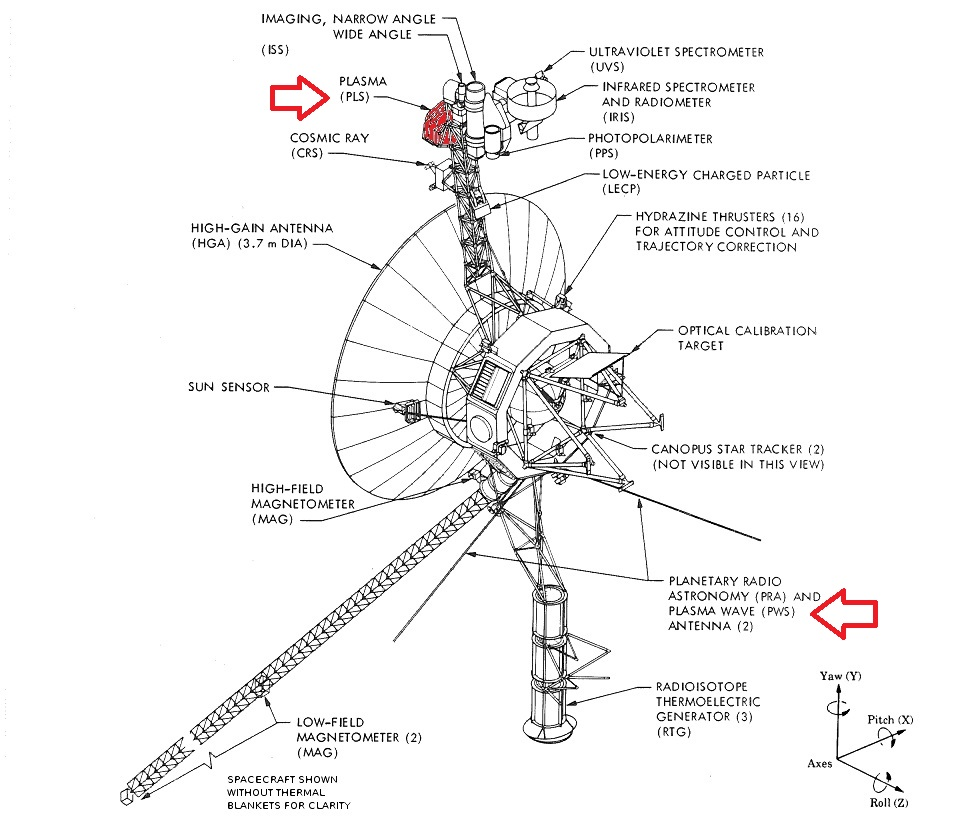
На «Вояджері-2» і PWS, і PRS залишалися активними; на «Вояджері-1» PRS був вимкнений з 2007 року.

Після завершення планетарної частини місії «Вояджер-2» почав виконання її міжзоряної частини, за допомогою якої НАСА намагається з'ясувати, якою є Сонячна система за межами геліосфери. Станом на вересень 2023 року «Вояджер-2» передає наукові дані зі швидкістю близько 160 біт на секунду. Поточна інформація про обміни телеметричними даними із «Вояджером-2» доступна в його щотижневих звітах (Voyager Weekly Reports).
У 1992 році «Вояджер-2» спостерігав наднову V1974 Лебедя у далекому ультрафіолеті.
У липні 1994 року була зроблена спроба спостерігати зіткнення фрагментів комети Шумейкерів — Леві 9 з Юпітером. Космічний апарат якраз був розташований з того боку Юпітера, на якому сталося зіткнення. Спостереження проводилися в ультрафіолетовому та радіодіапазоні. «Вояджер-2» нічого не зафіксував; розрахунки показали, що потужність вогняних спалахів була нижче можливостей апарата.
29 листопада 2006 року бортовий комп'ютер «Вояджера-2» внаслідок випадкової помилки неправильно розшифрував звичайну телеметричну команду як команду увімкнути електричні обігрівачі магнітометра. Ці нагрівачі залишалися увімкненими аж до 4 грудня 2006 року, через що температура в магнітометрі перевищила 130 °C — це значно вище за його розрахункову робочу температуру, і датчик відхилився від правильної орієнтації.
30 серпня 2007 року «Вояджер-2» пройшов межу ударної хвилі та увійшов у так званий геліощит, причому на відстані приблизно на 1,6 млрд км ближче до Сонця, ніж «Вояджер-1». Така несиметрична форма геліосфери зумовлена міжзоряним магнітним полем глибокого космосу. Виявилося, що південна півкуля геліосфери Сонячної системи «вдавлена» всередину.
22 квітня 2010 року у «Вояджера-2» виникла проблема з форматом наукових даних. 17 травня 2010 року інженери Лабораторії реактивного руху виявили, що її причиною став неправильний біт у бортовому комп'ютері, і запланували його перезавантаження на 19 травня. 23 травня 2010 року проблему з неправильним бітом вдалося усунути, і «Вояджер-2» відновив надсилання наукових даних з далекого космосу. Після цього випадку проводилися дослідження щодо того, чи є можливість позначити область пам'яті, у якій виявлено неправильний біт, як невикористовувану або заборонити комп'ютеру її використовувати. Нині працює прилад низькоенергетичних заряджених частинок (Low-Energy Charged Particle Instrument), і дані з нього передаються на Землю. Ці дані дають змогу аналізувати структуру геліощита і ударної хвилі. Крім того, внесено зміни до бортового програмного забезпечення, які мають відтермінувати вимкнення резервного обігрівача AP Branch 2 на один рік. Він мав бути вимкнений 2 лютого 2011 року (DOY 033, 2011—033).
25 липня 2012 року «Вояджер-2» рухався зі швидкістю 15,447 км/с відносно Сонця на відстані приблизно 99,13 а. о. (14,830 млрд км) від нього зі схиленням −55,29° і прямим піднесенням 19,888 год, на екліптичній широті −34,0°; якщо спостерігати з Землі, він перебуває в сузір'ї Телескопа. Фізично апарат перебуває глибоко в розсіяному диску і рухається назовні зі швидкістю приблизно 3,264 а. о. (488,3 млн км) на рік. Це більш ніж удвічі далі від Сонця, ніж Плутон, і далеко за перигелієм 90377 Седни, але ближче зовнішньої межі орбіти карликової планети Еріда.
9 вересня 2012 року «Вояджер-2» перебував на відстані 99,077 а. о. (14,8217 млрд км) від Землі та 99,504 а. о. (14,8856 млрд км) від Сонця і рухався зі швидкістю 15,436 км/с відносно Сонця, віддаляючись від нього приблизно на 3,256 а. о. (487,1 млн км) на рік. Сонячному світлу потрібно було 13,73 години, щоб дістатися до «Вояджера-2». Яскравість Сонця з борту космічного апарата становить −16,7 зоряної величини. Для порівняння: Проксима Центавра, найближча до Сонця зоря, розташована на відстані близько 4,2 світлового року (265 000 а. о.) від нього. Поточна відносна швидкість «Вояджера-2» відносно Сонця становить 15,436 км/с (55,570 км/год). Це становить 3,254 а. о. (486,8 млн км) на рік, що приблизно на 10 % повільніше, ніж у «Вояджера-1». З такою швидкістю «Вояджер-2» досяг би Проксими Центавра через 81 438 років, якби рухався в її напрямку. За нинішньої швидкості «Вояджеру-2» потрібно близько 19 390 років, щоб подолати повний світловий рік.
7 листопада 2012 року «Вояджер-2» віддалився від Сонця на відстань 100 а. о. (15 млрд км), ставши третім створеним людиною об'єктом, який досяг цієї відстані, і другим, який досі надсилає дані на Землю з цієї відстані. «Вояджер-1» у цей момент перебував на відстані 122 а. о. (18,3 млрд а. о.) від Сонця, а «Піонер-10», як вважається, — на відстані 107 а. о. (16,0 млрд км). «Піонер-10» уже припинив зв'язок, але обидва «Вояджери» досі працюють і продовжують виходити на зв'язок.
У 2013 році «Вояджер-1» залишав Сонячну систему зі швидкістю близько 3,6 а. о. (540 млн км) на рік, а «Вояджер-2» — 3,3 а. о. (490 млн км) на рік.
Станом на 25 лютого 2019 року «Вояджер-2» перебував на відстані 120 а. о. (11,2 млрд км) від Сонця. Відстань від Землі до «Вояджера-2» постійно коливається, оскільки Земля обертається навколо Сонця.
Спочатку вважалося, що «Вояджер-2» увійде в міжзоряний простір на початку 2016 року, після чого його плазмовий спектрометр забезпечить перші прямі вимірювання густини й температури міжзоряної плазми. У грудні 2018 року науковець проєкту «Вояджер» Едвард Стоун оголосив, що 5 листопада 2018 року «Вояджер-2» вийшов у міжзоряний простір.

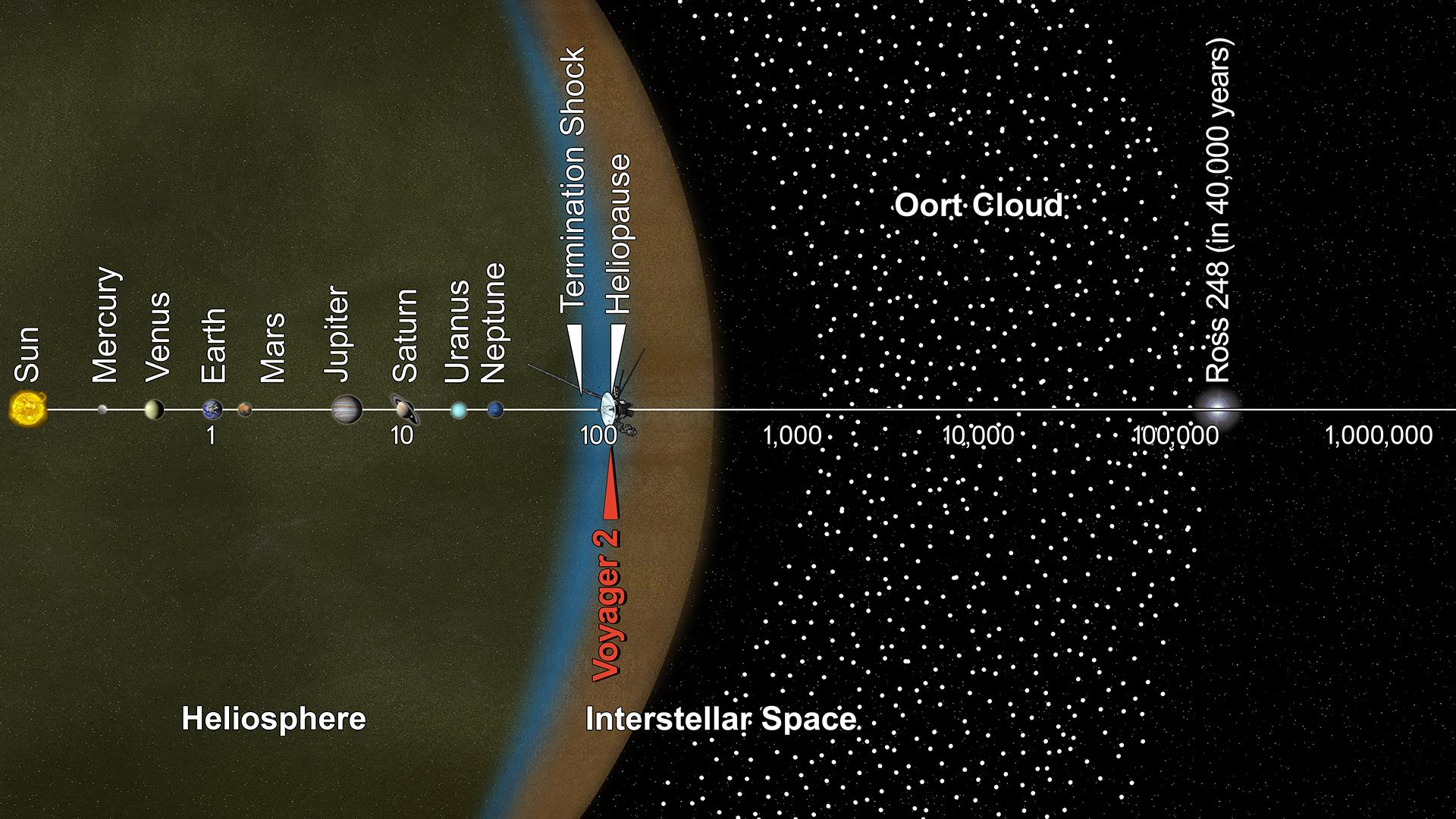
Положення «Вояджера-2» у грудні 2018 року. Зверніть увагу на величезні відстані, стиснуті за рахунок використання логарифмічної шкали: Земля розташована на відстані однієї астрономічної одиниці (а. о.) від Сонця, Сатурн — на відстані 10 а. о., геліопауза — прибл. 120 а. о. Відстань від Сонця до Нептуна — прибл. 30 а. о. від Сонця; отже, початок області міжзоряного простору віддалений від Сонця приблизно в чотири рази далі, ніж орбіта останньої планети.

У 2020 році Мережа далекого космічного зв'язку НАСА втратила вихідний зв'язок із «Вояджером-2» на вісім місяців. Контакт було відновлено 2 листопада завдяки надсиланню апарату низки інструкцій, які той згодом виконав і повідомив про відновлення зв'язку. 12 лютого 2021 року, після масштабної модернізації антени наземної станції, яка тривала цілий рік, зв'язок було відновлено повністю.

У жовтні 2020 року астрономи повідомили про значне несподіване збільшення густини в космосі за межами Сонячної системи, виявлене космічними зондами «Вояджер-1» і «Вояджер-2». На думку дослідників, це означає, що
…градієнт густини є великомасштабною особливістю «дуже локального міжзоряного середовища» (VLISM) у загальному напрямку «носа геліосфери».
18 липня 2023 року «Вояджер-2» обігнав «Піонер-10», ставши другим за віддаленістю від Сонця космічним апаратом.
21 липня 2023 року внаслідок програмної помилки антена «Вояджера-2» з високим коефіцієнтом підсилення змістилася на 2° відносно напрямку на Землю, через що зв'язок із космічним апаратом перервався. До 1 серпня несучий сигнал космічного апарата було виявлено за допомогою численних антен Мережі далекого космічного зв'язку НАСА. 4 серпня потужний «крик», надісланий зі станції в Канберрі, успішно скомандував космічному апарату переорієнтуватися на Землю, і зв'язок відновився. Як запобіжний захід, апарат також запрограмовано на автономний перезапуск процедури переорієнтації на Землю, що мало відбутися до 15 жовтня.

## Зменшення можливостей
Оскільки потужність радіоізотопного термоелектричного генератора (РТГ) «Вояджера-2» повільно зменшується з часом, вченим доводиться вимикати на ньому деякі пристрої. Першим науковим пристроєм, яке відключили на «Вояджері-2», був фотополяриметр (PPS): його вимкнули в 1991 році, що дало змогу заощадити 1,2 Вт.
| Рік      | Обмеження конкретних можливостей внаслідок обмежень наявної електричної потужності |
| -------- | --- |
| 1998     | Припинення роботи сканувальної платформи та спостережень за допомогою ультрафіолетового спектрометра (UVS).                                                                              |
| 2007     | Припинення роботи цифрового стрічкового самописця (DTR): потреба в ньому щезла через те, що 30 червня 2002 року вийшов з ладу приймач високих хвиль плазмово-хвильової підсистеми (PWS). |
| 2008     | Вимкнення інструмента для планетарних радіоастрономічних досліджень (PRA). |
| Бл. 2016 | Припинення гіроскопічних операцій. |
| 2019     | Вимкнення системи вимірювання космічних променів (CRS) |
| Бл. 2020 | Початок розподілу енергії між інструментами. |
| 2021     | Вимкнення нагрівача для пристрою низькоенергетичних заряджених частинок. |
| 2023     | Оновлення програмного забезпечення з метою перенаправлення живлення від стабілізатора напруги і підтримки роботи наукових приладів.                                                      |
| Бл. 2030 | Живлення недостатньо для роботи жодного пристрою. |
| 2036     | Вихід із зони досяжності Мережі далекого космічного зв'язку НАСА. |

## Проблеми з двигунами орієнтації
Деякі з двигунів, які необхідні для контролю правильного положення «Вояджера-2» і спрямування його антени з високим коефіцієнтом підсилення в напрямку Землі, вийшли з ладу через проблеми із засміченням гідразинових трубопроводів. На космічному апараті не залишилося резервних рушійних систем. Сьюзанн Додд (Suzanne Dodd), керівниця проєкту «Вояджер» в Лабораторії реактивного руху НАСА, розказала в інтерв'ю Ars Technica.
На обох космічних апаратах все однократне. Жодних резервних можливостей не залишилося. Іноді для заощадження енергії ми вимикали обладнання просто для того, щоб прилади зберігали можливість працювати.
НАСА вирішило оновити комп'ютерне програмне забезпечення, щоб модифікувати роботу решти рушіїв і сповільнити засмічення гідразинових ліній малого діаметра. Перш ніж завантажити оновлення програмного забезпечення на комп'ютер «Вояджера-1», НАСА спочатку спробує зробити це на «Вояджері-2», який ближче до Землі.

## Послання позаземним цивілізаціям

### Міжзоряний лист «Вояджера-2»
Науковці, які працюють у Мережі далекого космічного зв'язку НАСА, вважають, що сигнали, які були надіслані у 1980 та 1983 роках з «Вояджера-2» в далекий космос, могли досягти двох далеких зір у 2007 році. Вчені не очікують жодної реакції іншопланетян принаймні до початку 2030-х років.

### Золотий диск «Вояджера»

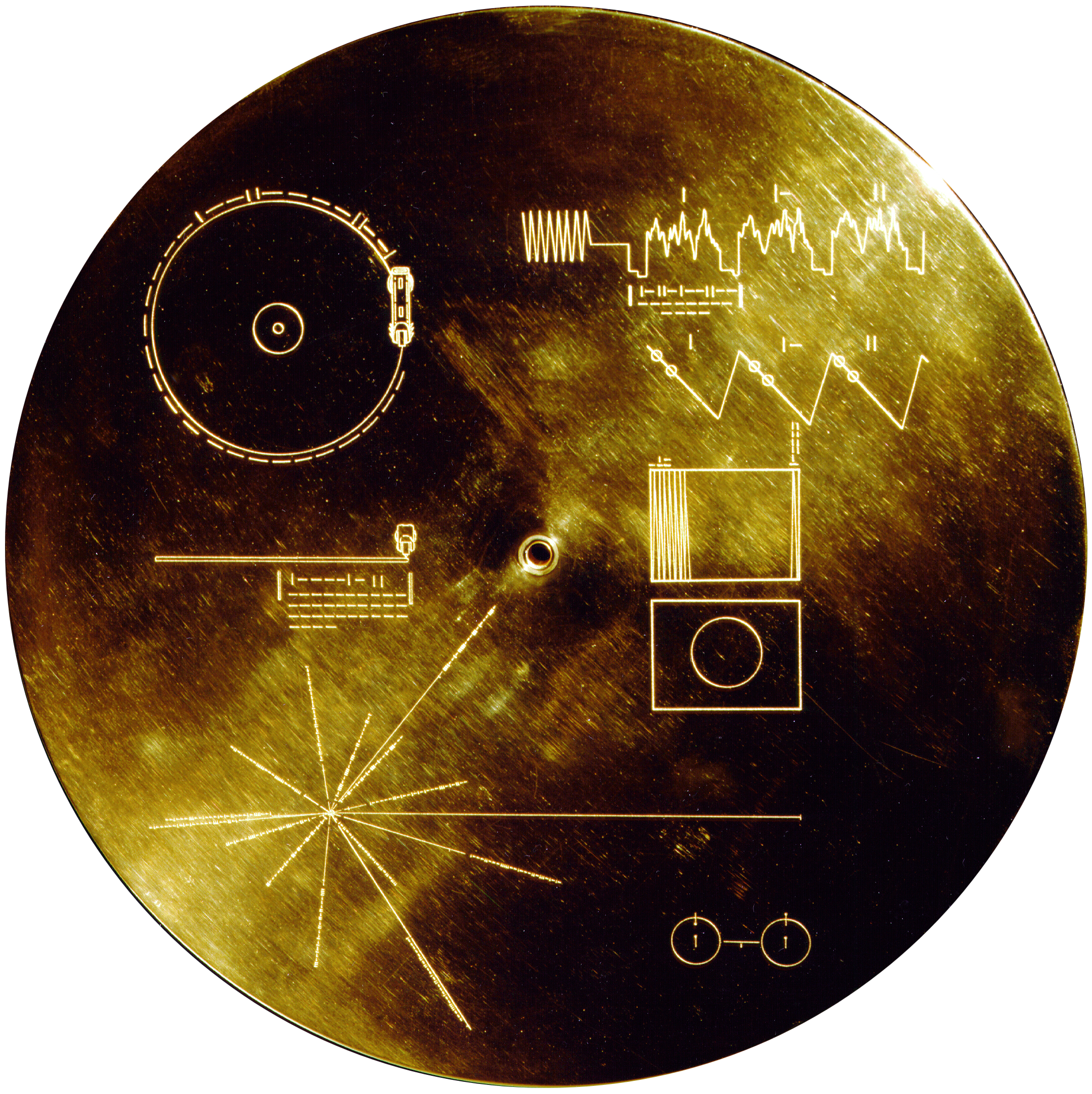
Золотий диск «Вояджера»

Обидва «Вояджери» несуть позолочений аудіовізуальний диск — збірку, призначену для демонстрації розмаїття життя та культури на Землі на випадок, якщо будь-який із космічних апаратів коли-небудь буде знайдений представниками позаземних цивілізацій. На цьому записі, зробленому під керівництвом команди, до якої входили Карл Саган і Тімоті Ферріс, містяться фотографії Землі та її форм життя, різноманітна наукова інформація, усні привітання від таких людей, як Генеральний секретар Організації Об'єднаних Націй і Президент Сполучених Штатів, а також попурі «Звуки Землі», зокрема звуки китів, плач дитини, хвилі, що розбиваються об берег, а також колекція музики, яка охоплює різні культури й епохи, у тому числі твори Вольфганга Амадея Моцарта, сліпого Віллі Джонсона, Чака Беррі та Валі Балканської. Серед записів є й інші твори східної та західної класики, а також виконання автентичної музики з усього світу. Крім того, запис містить привітання 55 різними мовами. Проєкт мав на меті відобразити багатство життя на Землі і стати свідченням людської творчості та прагнення до зв'язку з космосом.